# Sporobolus rigidifolius
Sporobolus rigidifolius är en gräsart som först beskrevs av Carl Bernhard von Trinius, och fick sitt nu gällande namn av Carl Christian Mez och Jan Frederik Veldkamp. Sporobolus rigidifolius ingår i släktet droppgräs, och familjen gräs. Inga underarter finns listade i Catalogue of Life.